# Johan Ennes
Johan Ennes, född omkring 1640 i Helsingborg, död 1706 i Landskrona, var en svensk vinhandlare och skeppsredare. Han var far till Bartold Ennes.
Johan Ennes var son till den rike handlaren Johan Ennes den äldre, som avled nio dagar innan Helsingborg, genom freden i Roskilde, blev en del av Sverige. Johan Ennes hade dock ett betydande kontaktnät kvar på danska sidan och skall ha inlett sin verksamhet i Helsingör. Hans hustru kom från en handlarfamilj där. Senast 1665 återflyttade han dock till Helsingborg, där han från 1673 höll en källare där han sålde vin och utländska drycker. Senast 1679 överflyttade han dock till Landskrona, där han snart blev en betydande köpman och skeppsredare. Från omkring 1680 drev han även två värdshus i Helsingborg. Under skånska kriget förblev han till skillnad från sin bror Enne Ennes lojal med svenska staten och kunde fortsätta sina affärer i Skåne efter kriget. Han donerade 1684 en altartavla till Glumslövs kyrka.